# Bellegarde-en-Marche
Bellegarde-en-Marche ist eine französische Gemeinde im Département Creuse in der Region Nouvelle-Aquitaine, Sie gehört zum Arrondissement Aubusson und zum Kanton Aubusson.

## Geografie
Die Gemeinde Bellegarde-en-Marche liegt zwölf Kilometer ostnordöstlich von Aubusson im Nordwesten des Zentralmassives. Die ehemalige Route nationale 688 führt durch Bellegarde-en-Marche. Die Gemeinde grenzt im Norden, im Osten und im Süden an Saint-Silvain-Bellegarde sowie im Westen an La Chaussade und die Enklave von Saint-Alpinien.

## Wirtschaft
Nach dem Mittelalter wurden in Bellegarde-en-Marche Wandteppiche geknüpft.

## Bevölkerungsentwicklung
| Jahr                       | 1962 | 1968 | 1975 | 1982 | 1990 | 1999 | 2006 | 2012 | 2019 |
| Einwohner                  | 404  | 413  | 417  | 407  | 425  | 425  | 417  | 398  | 410  |
| Quellen: Cassini und INSEE |      |      |      |      |      |      |      |      |      |

## Sehenswürdigkeiten

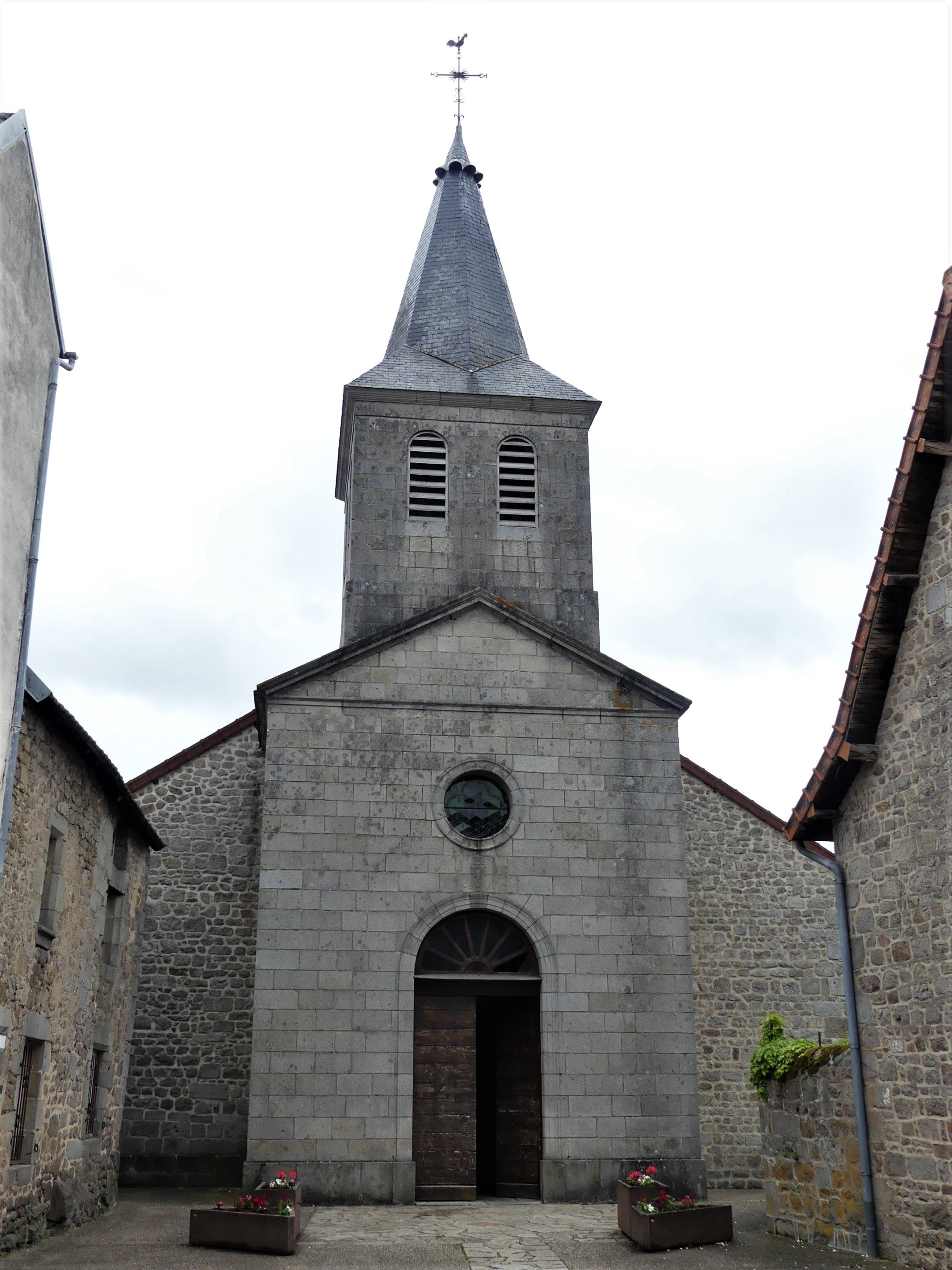
Kirche Mariä Himmelfahrt
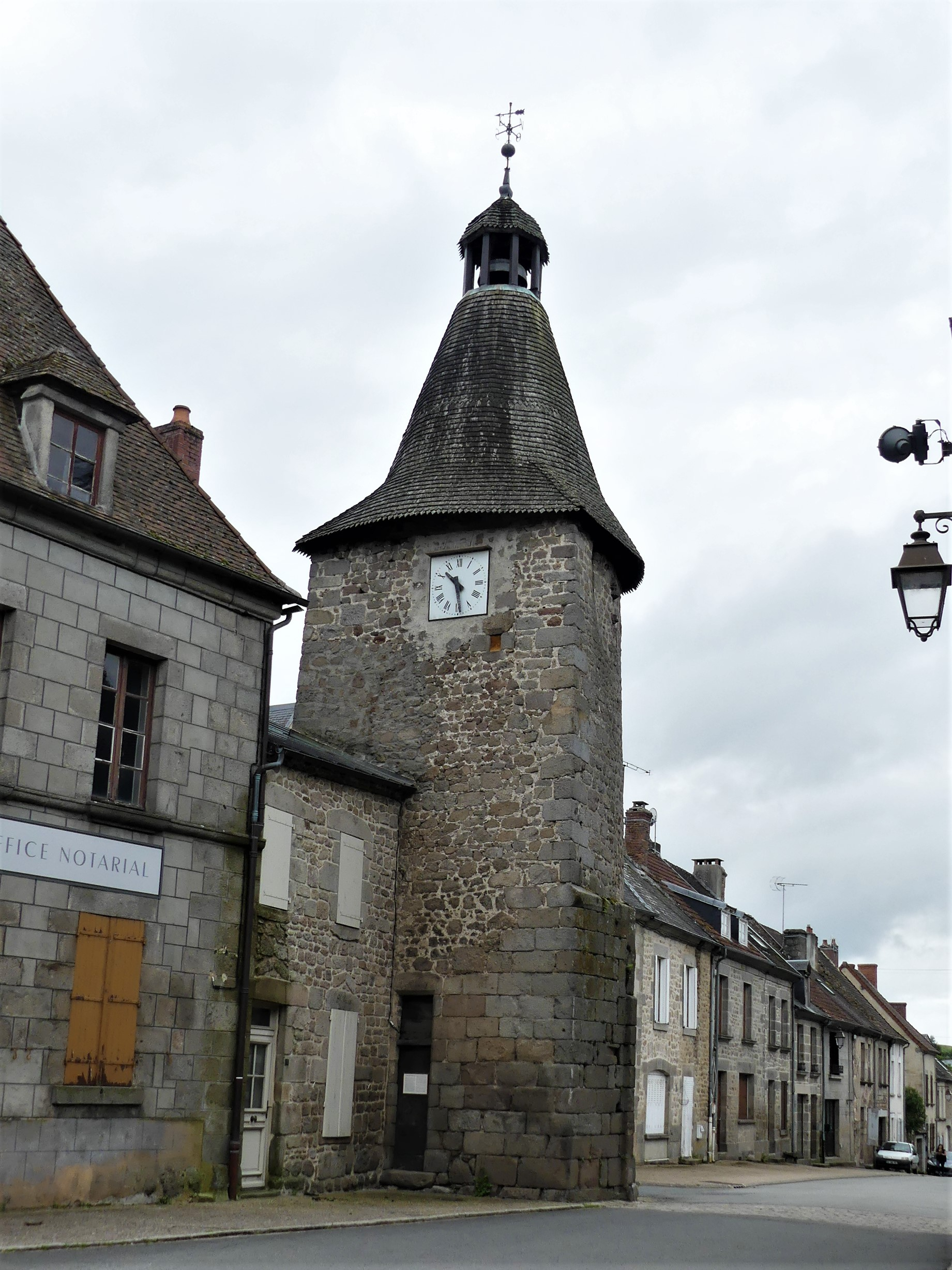
Uhrturm

- Kirche Mariä Himmelfahrt
- Uhrturm

## Persönlichkeiten
- Lionel de Marmier (1897–1944), Flieger, General und Autorennfahrer